# جستجو ۱
جستجو ۱ فیلمی ایرانی به کارگردانی امیر نادری و محصول سال ۱۳۵۹ است که برای تلویزیون ایران ساخته شد اما نمایش داده نشد.

## عوامل فیلم
- کارگردان: امیر نادری
- فیلم بردار: بهرام مولایی